# 이동중학교 (경기)
이동중학교(二東中學校)는 대한민국 경기도 포천시 이동면 장암리에 있는 공립 중학교이다.

## 학교 연혁
- 1961년 4월 1일 : 이동삼육고등공민학교 개교
- 1968년 10월 12일 : 이동중학교 설립인가(6학급)
- 1968년 12월 1일 : 초대 한동윤 교장 취임
- 1969년 3월 5일 : 제1회 신입생 입학식
- 2001년 10월 12일 : 목련관(학교식당) 완공
- 2003년 12월 6일 : 백운관(체육관) 개관
- 2007년 7월 16일 : 바이애슬론 여자중등부 창단
- 2008년 4월 17일 : 축구부 창단
- 2009년 2월 8일 : 특수학급 설립 인가
- 2010년 12월 30일 : 인조잔디구장 준공
- 2016년 2월 5일 : 교육부 지정 동계스포츠 종목 동아리 운영을 통한 활성화 방안 모색 연구학교 선정(2016-2017)
- 2019년 10월 14일 : 혁신학교 신규지정(2020~2024)
- 2020년 3월 2일 : 혁신학교 지정 및 운영(2020.03.02~2024.02.29)
- 2023년 3월 1일 : 제21대 조성열 교장 취임
- 2024년 1월 4일 : 제53회 졸업식(21명, 누계 5,781명)
- 2024년 3월 4일 : 제56회 입학식

## 참고 자료
- 이동중학교 - 한국교육학술정보원 학교알리미